# Đại hội Đảng Lao động Triều Tiên
Đại hội Đảng Lao động Triều Tiên (tiếng Hàn Quốc: 조선 로동당 당대회) theo Điều lệ Đảng là cơ quan tối cao Đảng Lao động Triều Tiên.
Đại hội Đảng Lao động Triều Tiên nghe báo cáo của các cơ quan Trung ương, sửa đổi Điều lệ Đảng, đưa ra đường lối, chính sách của Đảng và bầu Ủy ban Trung ương Đảng, Lãnh đạo tối cao của Đảng.
Đại hội được tổ chức định kỳ 5 năm, nhưng định kỳ không bao giờ được chính xác. Sau khi Đại hội lần thứ 5 năm 1980 được tổ chức, tới năm 2010 Hội nghị toàn quốc Đảng Lao động Triều Tiên đã sửa đổi Điều lệ Đảng không quy định 5 năm như trước nữa, cũng như chuyển giao quyền lực của Đại hội Đảng cho Hội nghị toàn quốc Trung ương Đảng (bao gồm cả việc sửa đổi Điều lệ Đảng).

## Đại hội Đảng

### Đại hội Đảng lần thứ nhất
Đại hội diễn ra từ ngày 28-30/8/1946 tại Bình Nhưỡng, với 801 đại biểu đại diện cho 336,399 đảng viên. Trong số đại biểu có 299 có độ tuổi 20, 417 có độ tuổi 30, 129 có độ tuổi 40 và 26 đại biểu có độ tuổi 50 và cao hơn. Theo công việc có 183 công nhân, 157 nông dân, 385 cơ quan hành chính, và 76 không được phân loại. 359 đại biểu có trình độ trung học, 228 là tiểu học và 214 có trình độ đại học và trên đại học. Có 291 đại biểu đã từng bị Nhật Bản bắt giam, và 427 là sống tại nước ngoài trong thời kỳ Nhật Bản chiếm đóng.
Nghị trình chủ yếu của Đại hội là tiền hành thành lập Đảng Lao động Bắc Triều Tiên sáp nhập 2 tổ chức Văn phòng Bắc Triều Tiên Đảng Cộng sản Triều Tiên và Đảng Tân Nhân dân.
Ủy ban Trung ương Đảng Lao động Bắc Triều Tiên khóa 1 tổ chức được 12 Hội nghị từ năm 1946-1948. Hội nghị lần thứ 1 diễn ra ngày 30/8/1946 bầu Kim Tu-bong làm Chủ tịch, Kim Il-sung và Chu Nyong-ha làm Phó Chủ tịch, đồng thời bổ nhiệm Ủy ban Chính trị gồm 5 thành viên (Ho Ka-i, Choe Chang-ik, Kim Tu-bong, Kim Il-sung và Chu Nyong-ha) và Ủy ban Thường vụ gồm 15 người.

### Đại hội Đảng lần thứ 2
Đại hội diễn ra từ ngày 27-30/8/1948 tại Bình Nhường, với 999 đại biểu nhưng thực tế chỉ có 990 đại biểu tham dự đại diện cho hơn 750,000 đảng viên. Đại hội được quy định tổ chức 4 năm. Đại hội tập trung mục tiêu thống nhất đất nước. Kim Il-sung đã tấn công phe Pak Hon-yong.
Sau ngày 30/6/1949, Đảng Lao động Bắc Triều Tiên sáp nhập một số đảng phái đổi tên thành Đảng Lao động Triều Tiên.
Ủy ban Trung ương Đảng Lao động Bắc Triều Tiên khóa 2 tổ chức được 6 Hội nghị từ 1948-6/1949. Ủy ban Trung ương Đảng Lao động Triều Tiên tổ chức 11 Hội nghị từ 1949-1956, thường lệ là 1 năm Hội nghị về sau là 2 Hội nghị năm. Hội nghị lần thứ 2 ngày 12/7/1948 quyết định việc thành lập Cộng hòa Dân chủ Nhân dân Triều Tiên. Hội nghị lần thứ 1 Ủy ban Trung ương Đảng thống nhất tổ chức ngày 1/7/1949 đã bầu Kim Il-sung là Chủ tịch, Pak Hon-yong và Ho Ka Ai là Phó Chủ tịch. 

### Đại hội Đảng lần thứ 3
Đây là Đại hội đầu tiên sau khi Đảng thống nhất, thành lập Cộng hòa Dân chủ Nhân dân Triều Tiên và chiến tranh Triều Tiên. Đại hội diễn ra từ ngày 23-29/4/1956 tại Bình Nhưỡng, với 916 đại biểu đại diện cho hơn 1164945 đảng viên. Đại hội quyết định mục tiêu phát triển cho kế hoạch 5 năm (1957-1961). Đối thủ của Kim Il-sung là Pak Chang-ok và Choe Chang-ik bị loại bỏ.
Ủy ban Trung ương tổ chức được 14 Hội nghị Trung ương từ 1956-1961. Hội nghị lần thứ nhất tổ chức ngày 29/4/1956 bầu Kim Il-sung là Chủ tịch và 5 Phó Chủ tịch. Ban Chính trị bị xóa bỏ và bầu Ban Thường vụ gồm 15 người, đồng thời Cục Tổ chức được thành lập.

### Đại hội Đảng lần thứ 4
Đại hội diễn ra từ ngày 11-18/9/1961 tại Bình Nhưỡng, với 1657 đại biểu, đại diện cho hơn 1 triệu 3 đảng viên. Đại diện các Đảng Cộng sản các nước cũng được mời tham dự, Frol Kozlov (Liên Xô), Đặng Tiểu Bình (Trung Quốc), Alfred Krehler (Đức), Kenji Miyamoto (Nhật).
Kim Il-sung báo cáo Đại hội dự thảo chương trình "Kế hoạch 7 năm lần thứ 1 phát triển kinh tế đất nước (1961-1967)", ông cũng kêu gọi đảng viên "chống chủ nghĩa xét lại, bè phái, chủ nghĩa địa phương, gia đình trị và bảo vệ sự thống nhất trong Đảng" để nâng cao vị thế Đảng trên trường quốc tế.
Ủy ban Trung ương khóa 4 tổ chức 20 Hội nghị từ 1961-1970. Hội nghị lần thứ 1 ngày 18/9/1961 đã bầu Kim Il-sung là Chủ tịch và 5 Phó Chủ tịch (Choe Yong-gon, Kim Il, Pak Kum-chol, Kim Chang-nam và Yi Hyo-sun). Ủy ban Chính trị được khôi phục với 15 thành viên.
Sau Hội nghị Trung ương tháng 10/1966 nhiều sự thay đổi trong cấu trúc trong Đảng. Hội nghị Trung ương lần thứ 14 (12/10/1966) đã bầu Kim Il-sung làm Tổng Bí thư, Ủy ban Chính trị gồm 15 người và Ban Bí thư gồm 10 người.

### Đại hội Đảng lần thứ 5
Đại hội diễn ra từ ngày 2-13/11/1970 tại Bình Nhưỡng với 1734 đại biểu đại diện cho hơn 1 triệu 6 đảng viên. Kim Il-sung báo cáo đại hội về "3 cuộc cách mạng"(ý thức hệ, cách mạng công nghệ và văn hóa) cũng như "Kế hoạch 6 năm phát triển kinh tế" (1971-1976).
Ủy ban Trung ương tổ chức 19 Hội nghị từ 1970-1980. Hội nghị lần thứ 1 tổ chức ngày 13/11/1970 bầu Kim Il-sung làm Tổng Bí thư, bầu 15 thành viên Ủy ban Chính trị và 10 thành viên Ban Bí thư. Hội nghị lần thứ 8 tháng 2/1974 Kim Jong-il được chỉ định làm người thay thế Kim Il-sung.

### Đại hội Đảng lần thứ 6
Đại hội tổ chức ngày 10-14/10/1980 tại Bình Nhưỡng với 3062 đại biểu tham dự. Kim Il-sung báo cáo Đại hội về học thuyết Juche và coi là nhiệm vụ chung của Cộng hòa Dân chủ Nhân dân Triều Tiên nói chung và Liên bang Cộng hòa Dân chủ Cao Ly (tên gọi quốc gia thống nhất Hàn Quốc và Triều Tiên). Điều lệ Đảng được sửa đổi thay đổi chủ nghĩa Mác-Lênin thành chủ nghĩa Juche. Đồng thời Kim Jong-il được công bố làm người thay thế Kim Il-sung.
Một số đảng viên cao cấp đắc cử, những người này được xem là lão thành cách mạng trong nhóm du kích Mãn châu của Kim Il-sung. 7 Bí thư Trung ương là người mới, và được xem là ủng hộ Kim Jong-Il. Số thành viên cao cấp cùng thời với Kim Il-sung đã quá già, nhiều thành viên mới thế trên họ đa phần đều là có quan hệ huyết thống, hôn nhân hoặc được bảo trợ từ nhóm thành viên cao cấp.
Ủy ban Trung ương tổ chức 21 Hội nghị từ 1980-1993, và đã không họp cho tới năm 2010. Hội nghị lần thứ 1 diễn ra ngày 14/10/1980 bầu Kim Il-sung làm Tổng Bí thư, Bộ Chính trị gồm 34 thành viên, Ban Thường vụ bao gồm Kim Il-sung, Kim Jong-il, Kim Il, O Chin-u và Li Jong-ok và Ban Bí thư gồm 9 thành viên.
Ngày 28/9/2010 Hội nghị toàn quốc Trung ương Đảng lần thứ 3 được tổ chức, Bộ Chính trị được bầu gồm 32 thành viên. Ban Thường vụ gồm Kim Jong-il, Kim Yong-nam, Choe Yong-rim, Jo Myong-rok và Ri Yong-ho. Ban Bí thư gồm 10 người.
Ngày 11/4/2012 Hội nghị toàn quốc Trung ương Đảng lần thứ 4 tổ chức đã bầu Kim Jong-un làm Bí thư thứ nhất thay thế Kim Jong-il đã mất. Và Ban Thường vụ Bộ Chính trị gồm Kim Jong-un, Kim Yong-nam, Choe Yong-rim, Choe Ryong-hae và Ri Yong-ho (cắt chức tháng 7/2012).

### Đại hội Đảng lần thứ 7
Đại hội khai mạc ngày 6 tháng 5 năm 2016, kéo dài trong 5 ngày, bế mạc ngày 10/5/2016. Đại hội quy tụ khoảng 4.000 đại biểu đến từ các tỉnh, thành trong cả nước CHDCND Triều Tiên. Nhiều đoàn đại biểu đã có mặt tại thủ đô Bình Nhưỡng từ tối 4/5. Để có tư cách tham dự Đại hội Đảng, các đại biểu có 70 ngày để vận động tại địa phương mình. Chương trình nghị sự của Đại hội cũng được giữ kín vào phút chót. Hơn 100 phóng viên nước ngoài đã có mặt tại Bình Nhưỡng và nhận được sự hướng dẫn tỉ mỉ của cơ quan phụ trách báo chí của CHDCND Triều Tiên. Trước thềm khai mạc Đại hội đảng, nhiều phóng viên còn được mời đi thăm di tích nhà máy hạt nhân đầu tiên của CHDCND Triều Tiên và được cung cấp thông tin về các chương trình phát triển đất nước cũng như tham vọng hạt nhân của CHDCND Triều Tiên.
Đại hội lần thứ 7 của Đảng Lao động Triều Tiên đã thông qua chính sách thúc đẩy phát triển kinh tế song hành với tăng cường năng lực hạt nhân. Chính sách kể trên được nêu trong báo cáo đánh giá công tác của Ban Chấp hành Trung ương Đảng Lao động Triều Tiên đưa ra trong ngày làm việc thứ ba của Đại hội Đảng. Triều Tiên khẳng định, sẽ chỉ sử dụng vũ khí hạt nhân trong trường hợp chủ quyền đất nước bị đe dọa bởi các quốc gia sở hữu hạt nhân khác và cũng nói rằng sẽ nỗ lực vì một thế giới phi hạt nhân và thực hiện đầy đủ các nghĩa vụ không phổ biến vũ khí hạt nhân. Về kinh tế, nhiệm vụ cấp bách là phải thực hiện đầy đủ chiến lược phát triển kinh tế quốc gia nhằm thúc đẩy tăng trưởng kinh tế về mọi mặt, bảo đảm sự phát triển cân đối giữa các ngành kinh tế và đặt nền móng cho sự phát triển kinh tế bền vững. Về quan hệ hai miền Triều Tiên, Đảng Lao động Triều Tiên quyết tâm theo đuổi mục tiêu thống nhất đất nước trong đó vấn đề cấp bách là cải thiện quan hệ với Hàn Quốc vởi phương châm tôn trọng lẫn nhau và cùng thúc đẩy các cuộc đối thoại và đàm phán, mở ra một chương mới cho việc cải thiện quan hệ liên Triều, vì sự thịnh vượng chung.
Nhà lãnh đạo Triều Tiên Kim Jong-un đã được trao cho chức danh mới là Chủ tịch Đảng Lao động Triều Tiên (WPK) trong Đại hội lần này. Đại hội lần này cũng nhằm chính danh hóa vị thế lãnh đạo tối cao của Chủ tịch Kim Jong-un. Sau khi được bầu làm Chủ tịch Đảng Lao động Triều Tiên ngày 9/5/2016, Chủ tịch Kim Jong-un đã nhận thư chúc mừng của Chủ tịch Trung Quốc Tập Cận Bình.
Chủ tịch Đoàn chủ tịch Hội nghị Nhân dân tối cao (Quốc hội) Kim Yong-nam, Tổng cục trưởng Tổng cục Chính trị quân đội nhân dân Triều Tiên Hwang Pyong-so, Thủ tướng Pak Pong-ju, Bí thư Trung ương Đảng Choe Ryong-hae là Ủy viên thường trực Bộ Chính trị Đảng Lao động Triều Tiên.
Vào ngày 10/5/2016, để chào mừng Đại hội Đảng lần thứ 7 thành công, Đảng Lao động Triều Tiên đã tổ chức lễ duyệt binh tại thủ đô Bình Nhưỡng với sự tham gia của hàng nghìn người dân và nhiều khối binh lính

### Đại hội Đảng lần thứ 8
Ngày 5 tháng 1 năm 2021, Đại hội đại biểu toàn quốc Đảng Lao động Triều Tiên khóa VIII chính thức khai mạc tại thủ đô Bình Nhưỡng và kéo dài trong vòng 8 ngày. Đây là kỳ Đại hội dài thứ 2 của Triều Tiên, sau Đại hội đại biểu toàn quốc đảng Lao động Triều Tiên khóa V năm 1970 kéo dài trong 12 ngày . Kỳ Đại hội gần đây nhất được tổ chức vào tháng 5/2016 và diễn ra trong vòng 4 ngày.
Sau 8 ngày làm việc, Đại hội Đảng Lao động Triều Tiên (WPK) lần thứ VIII đã bế mạc ngày 12/1, với kết quả thông qua Nghị quyết "Thực thi đầy đủ các nhiệm vụ đã đặt ra trong báo cáo công tác của Ủy ban Trung ương WPK lần thứ 7", hướng tới xây dựng xã hội chủ nghĩa mang bản sắc Triều Tiên.
Sau lễ bế mạc Đại hội đại biểu toàn quốc Đảng Lao động Triều Tiên khóa VIII, Triều Tiên thông báo sẽ triệu tập Hội đồng nhân dân tối cao Triều Tiên (Quốc hội) vào ngày 17/1/2021 tới để thảo luận về những vấn đề đã được đưa ra trong Đại hội. Theo hãng thông tấn trung ương Triều Tiên KCNA thì: "Phiên họp sẽ thảo luận về vấn đề tổ chức và vấn đề thông qua kế hoạch 5 năm phát triển kinh tế quốc gia và vấn đề thực hiện ngân sách nhà nước".

## Hội nghị toàn quốc
Hội nghị toàn quốc Trung ương Đảng là Hội nghị đặc biệt để giải quyết các vấn đề quan trọng ảnh hưởng tới cả nước mà Ủy ban Trung ương không thể quyết định một mình mà không cần đợi Đại hội Đảng nhóm họp.
Có 4 kỳ Hội nghị toàn quốc được tổ chức, lần thứ 1 1958, lần thứ 2 1966, lần thứ 3 2010, lần thứ 4 2012.